# Mistrzostwa Świata w Saneczkarstwie 2003
34. Mistrzostwa świata w saneczkarstwie 2003 odbyły się w dniach 17 - 23 lutego w łotewskiej Siguldzie. Rozegrane zostały cztery konkurencje: jedynki kobiet, jedynki mężczyzn, dwójki mężczyzn oraz zawody drużynowe. W tabeli medalowej najlepsze były Niemcy.

## Wyniki

### Jedynki kobiet
| Medal  | Zawodniczka          | Narodowość | Czas     | Strata  |
| ------ | -------------------- | ---------- | -------- | ------- |
| złoto  | Sylke Otto           | Niemcy     | 1:25,602 |         |
| srebro | Sylke Kraushaar      | Niemcy     | 1:25,628 | + 0,026 |
| brąz   | Barbara Niedernhuber | Niemcy     | 1:26,151 | + 0,549 |
| 4.     | Anna Orlova          | Łotwa      | 1:26,182 | + 0,580 |
| 5.     | Veronika Halder      | Austria    | 1:26,292 | + 0,690 |
| 6.     | Sonja Manzenreiter   | Austria    | 1:26,373 | + 0,771 |
| 7.     | Lilija Łudan         | Ukraina    | 1:26,542 | + 0,940 |
| 8.     | Anke Wischnewski     | Niemcy     | 1:26,547 | + 0,945 |

### Jedynki mężczyzn
| Medal  | Zawodnik          | Narodowość        | Czas     | Strata  |
| ------ | ----------------- | ----------------- | -------- | ------- |
| złoto  | Armin Zöggeler    | Włochy            | 1:37,416 |         |
| srebro | Mārtiņš Rubenis   | Łotwa             | 1:37,527 | + 0,111 |
| brąz   | Rainer Margreiter | Austria           | 1:37,607 | + 0,191 |
| 4.     | Adam Heidt        | Stany Zjednoczone | 1:37,619 | + 0,203 |
| 5.     | Jan Eichhorn      | Niemcy            | 1:37,687 | + 0,271 |
| 6.     | Jaroslav Slávik   | Słowacja          | 1:37,715 | + 0,299 |
| 7.     | Markus Kleinheinz | Austria           | 1:37,778 | + 0,362 |
| 8.     | Wilfried Huber    | Włochy            | 1:37,795 | + 0,379 |

### Dwójki mężczyzn
| Medal  | Zawodnicy                                 | Narodowość        | Czas     | Strata  |
| ------ | ----------------------------------------- | ----------------- | -------- | ------- |
| złoto  | Andreas Linger/Wolfgang Linger            | Austria           | 1:25,363 |         |
| srebro | Markus Schiegl/Tobias Schiegl             | Austria           | 1:25,386 | + 0,023 |
| brąz   | Patric Leitner/Alexander Resch            | Niemcy            | 1:25,413 | + 0,050 |
| 4.     | Mark Grimmette/Brian Martin               | Stany Zjednoczone | 1:25,444 | + 0,081 |
| 5.     | Christian Oberstolz/Patrick Gruber        | Włochy            | 1:25,464 | + 0,101 |
| 6.     | Gerhard Plankensteiner/Oswald Haselrieder | Włochy            | 1:25,733 | + 0,370 |
| 7.     | André Florschütz/Torsten Wustlich         | Niemcy            | 1:25,761 | + 0,398 |
| 8.     | Ľubomír Mick/Walter Marx                  | Słowacja          | 1:25,820 | + 0,457 |

### Drużynowe
| Medal  | Zawodnicy                                                           | Narodowość        | Czas     | Strata  |
| ------ | ------------------------------------------------------------------- | ----------------- | -------- | ------- |
| złoto  | Georg Hackl/Sylke Otto/Patric Leitner/Alexander Resch               | Niemcy            | 2:15,618 |         |
| srebro | Mārtiņš Rubenis/Anna Orlova/Zigmars Berkolds/Sandris Bērziņš        | Łotwa             | 2:15,934 | + 0,316 |
| brąz   | Rainer Margreiter/Sonja Manzenreiter/Andreas Linger/Wolfgang Linger | Austria           | 2:16,294 | + 0,676 |
| 4.     | Jaroslav Slavík/Veronika Sabolová/Ľubomír Mick/Walter Marx          | Słowacja          | 2:16,520 | + 0,902 |
| 5.     | Armin Zöggeler/Natalie Obkircher/Christian Oberstolz/Patrick Gruber | Włochy            | 2:16,787 | + 1,169 |
| 6.     | Albiert Diemczenko/Anastasija Antonowa/Danił Czaban/Jewgienij Żykow | Rosja             | 2:16,808 | + 1,190 |
| 7.     | Adam Heidt/Brenna Margol/Mark Grimmette/Brian Martin                | Stany Zjednoczone | 2:16,886 | + 1,268 |
| 8.     | Jeff Christie/Regan Lauscher/Grant Albrecht/Eric Pothier            | Kanada            | 2:17,344 | + 1,726 |

## Klasyfikacja medalowa
| Miejsce | Państwo | złoto | srebro | brąz | Razem |
| ------- | ------- | ----- | ------ | ---- | ----- |
| 1.      | Niemcy  | 2     | 1      | 2    | 5     |
| 2.      | Austria | 1     | 1      | 2    | 4     |
| 3.      | Włochy  | 1     | 0      | 0    | 1     |
| 4.      | Łotwa   | 0     | 2      | 0    | 2     |